# Novoaltaisk
Novoaltaisk (Новоалта́йск en ruso) es una localidad rusa del krai de Altái ubicada a la derecha del rio Obi a 12 kilómetros de Barnaúl, la capital del krai. Según el censo de 2010, la población es de 70 438 habitantes.

## Demografía
| 1939* | 1959*  | 1979*  | 1989*  | 2002*  | 2008   | 2010   |
| ----- | ------ | ------ | ------ | ------ | ------ | ------ |
| 9 000 | 33 900 | 50 034 | 53 600 | 60 015 | 73 182 | 73 039 |